# Sidney Moraes
Sidney Moraes de Almeida Júnior, mais conhecido como Sidney Moraes ou apenas Sidney (Ituiutaba, 3 de março de 1977), é um técnico e ex-futebolista brasileiro que atuava como volante. Atualmente está no America.

## Carreira como jogador
Atuou durante quatorze anos como volante. Iniciou a sua carreira no São Paulo, foi emprestado para o Sport Recife, permaneceu por duas temporadas e retornou ao São Paulo. Depois foi para o Fluminense, onde permaneceu por três anos, e passou pelo Guarani. Até que foi para o exterior atuar no Penafiel e no Braga, ambos de Portugal. Em seguida foi para os Emirados Árabes, por onde defendeu o Al-Khaleej e o Al-Wahda. Em 2009 retornou a Portugal, para defender o Trofense, mas pouco jogou e retornou ao Brasil para atuar pelo Santo André. Retornou ao Oriente, para atuar pelo Kalba Club. No ano de 2011, aos 34 anos, retornou ao Brasil para defender o Boa Esporte, clube onde encerrou sua carreira.

## Carreira como técnico
No próprio Boa Esporte iniciou a carreira de treinador de futebol, em 2011, como assistente de Nêdo Xavier. Dirigiu a equipe interinamente após a saída de Nêdo. Em 2012 foi efetivado como treinador da equipe principal, onde permaneceu até abril de 2013. 
Para a temporada de 2014 Sidney Moraes chegou a assinar o contrato como treinador do Avaí, mas acabou cedendo a uma proposta financeira melhor da Ponte Preta. Após apenas três partidas foi demitido em 31 de janeiro de 2014.
Em 6 de março foi contratado pelo Vila Nova de Goiás. mas permaneceu apenas por seis partidas. Em 15 de maio foi contratado pelo Náutico, onde permaneceu até 10 de agosto.
No início de dezembro acertou com o Paysandu para a temporada 2015. Mesmo com a equipe classificada para as quartas de final da Copa Verde de 2015, foi dispensado em 22 de fevereiro de 2015 por discordar da substituição sugerida pela direção do clube de um dos membros de sua comissão técnica.
No dia 9 de novembro de 2017, o Boa Esporte acertou com Sidney Moraes para comandar a equipe nas poucas rodadas que restavam da Série B, com uma campanha irregular durante boa parte da competição a equipe mineira depositou toda sua confiança no novo técnico, para se salvar do rebaixamento a Série C. Com a permanência garantida na Série B e com o bom futebol e grandes resultados vindos do trabalho de Sidney Moraes, o treinador e o clube renovaram o vinculo para 2018, a diretoria e o treinador irão planejar a próxima temporada do Boa Esporte. No dia 12 de janeiro de 2019, foi anunciado como novo treinador da URT para a disputa do Campeonato Mineiro.

### Estatística
Atualizado até 10/04/2023.
| Clube       | Jogos | Vitórias | Empates | Derrotas |
| ----------- | ----- | -------- | ------- | -------- |
| Boa Esporte | 16    | 4        | 5       | 7        |
| Icasa       | 39    | 20       | 4       | 15       |
| Ponte Preta | 3     | 1        | 0       | 2        |
| Vila Nova   | 6     | 0        | 0       | 6        |
| Náutico     | 10    | 4        | 1       | 5        |
| Paysandu    | 6     | 2        | 2       | 2        |
| Boa Esporte | 22    | 7        | 5       | 10       |
| URT         | 4     | 0        | 2       | 2        |
| Boa Esporte | 6     | 0        | 3       | 3        |
| Icasa       | 21    | 5        | 10      | 6        |
| Ferroviário | 3     | 0        | 0       | 3        |
| ASA         | 3     | 1        | 1       | 1        |

## Títulos

### Como jogador
São Paulo
- Campeonato Paulista: 1998

Sport
- Campeonato Pernambucano: 2000
- Copa do Nordeste: 2000

Fluminense
- Campeonato Carioca: 2002

### Como treinador
Boa Esporte
- Taça Minas Gerais: 2012

### Prêmios individuais
- Troféu Flávio Ponte: 2013